# Alfred von Pallavicini

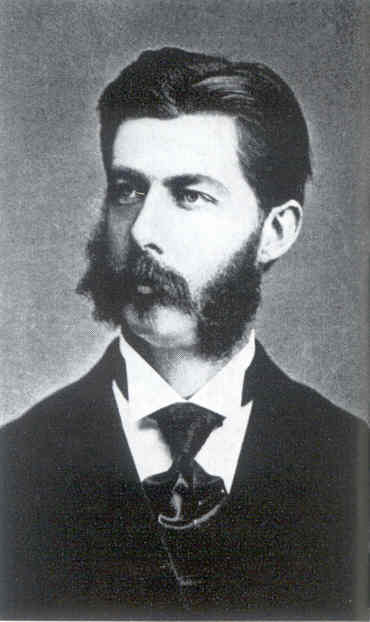
Alfred von Pallavicini

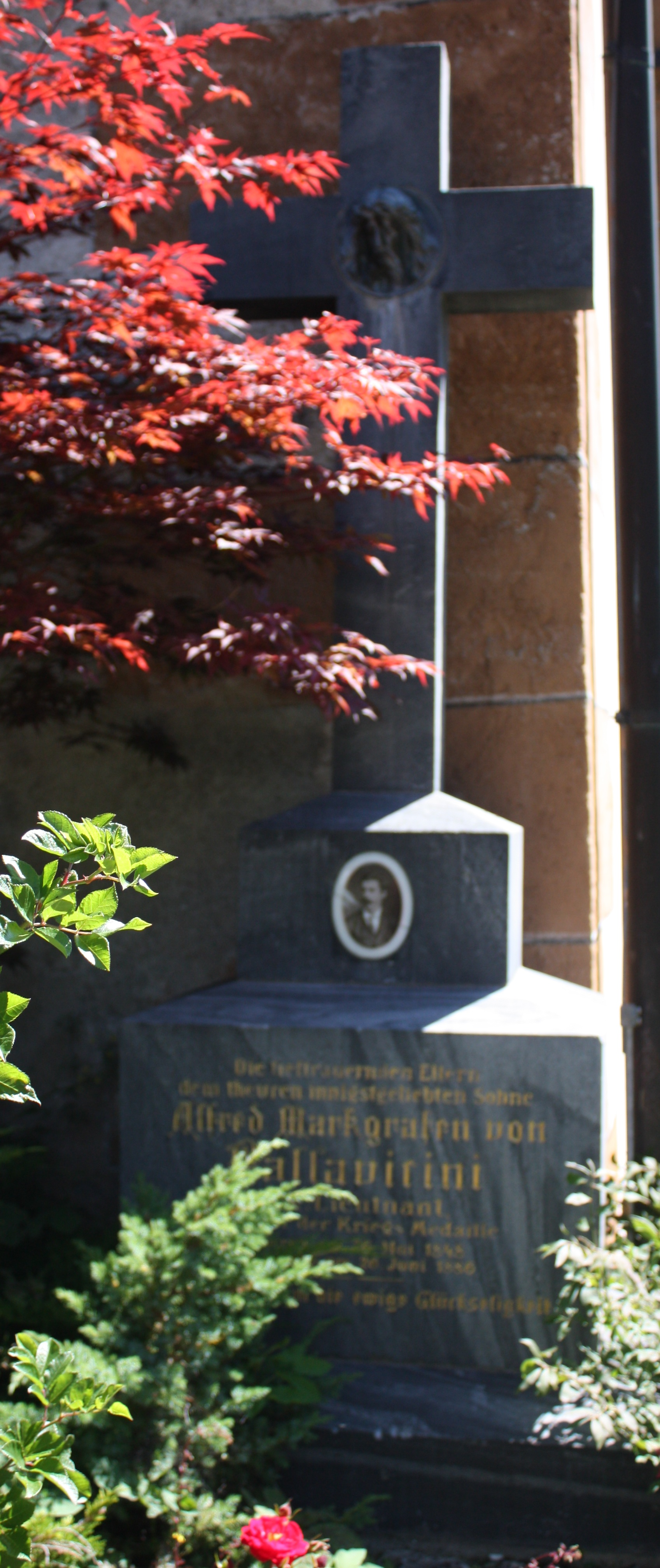
Grabstätte des Alfred von Pallavicini auf dem Friedhof von Heiligenblut am Großglockner

Alfred Markgraf von Pallavicini (* 26. Mai 1848 in Ödenburg (Sopron); † 26. Juni 1886 in der Glocknergruppe, Kärnten) war ein österreichischer Bergsteiger und galt zu seiner Zeit als stärkster Mann Wiens.

## Leben
Aus der italienisch-österreichischen Adelsfamilie Pallavicini stammend, war Pallavicini bis zum Ende des Preußisch-Österreichischen Kriegs im Jahr 1866 Leutnant im k.u.k. Alpenjägerkorps und später Reserveoffizier beim Tiroler Kaiserjägerregiment.
Neben zahlreichen Erstbesteigungen im Dachsteingebirge, in den Dolomiten und am Suldengrat der Königspitze erlangte Pallavicini Bekanntheit durch die Erstbegehung einer 600 Meter hohen und bis zu 55 Grad steilen Eisrinne am Großglockner, die später nach ihm benannt wurde. Bei dieser Unternehmung am 18. August 1876 wurde er von den drei Bergführern Johann Kramser, Georg Bäuerle und Josef Tribusser begleitet. Da der Gebrauch von Eishaken erst 1924 durch Willo Welzenbach eingeführt wurde, mussten die Bergführer beim Aufstieg durch die Rinne 2.500 Stufen mit dem Eispickel ins Eis schlagen. Die zweite Begehung der Pallavicinirinne erfolgte erst 23 Jahre später.
Pallavicini war Gründungsmitglied des 1878 gegründeten Österreichischen Alpenklubs. Im gleichen Jahr brachte er als erster Mensch im Gewichtheben 100 kg zur Hochstrecke.
In der Glocknergruppe, wo Pallavicini seinen größten Erfolg errungen hatte, kam er am 26. Juni 1886 auch zu Tode. Bei einer Besteigung der Glocknerwand stürzten er und seine drei Begleiter nach einem Wechtenbruch kurz unterhalb des Gipfels ab. Ihre Gräber befinden sich auf dem Bergsteigerfriedhof in Heiligenblut am Großglockner.